# Passalora capsicicola
Passalora capsicicola är en svampart som först beskrevs av Vassiljevsky, och fick sitt nu gällande namn av U. Braun & F.O. Freire 2003. Passalora capsicicola ingår i släktet Passalora och familjen Mycosphaerellaceae.   Inga underarter finns listade i Catalogue of Life.